# Via parenterale inapparente
La via parenterale inapparente o Inapparent Parenteral Route è una via di trasmissione descritta nel 1975 per il virus dell'epatite B. 

## Meccanismo
Si intende la penetrazione di virus proveniente da materiali biologici infetti (sangue, ecc.) attraverso microlesioni difficilmente individuabili della cute o delle mucose (orale, genitale, ecc.). La via parenterale inapparente si distingue dalla Via Parenterale ove il meccanismo di penetrazione del virus è evidente: il virus penetra, infatti, attraverso punture con aghi infetti o strumenti infetti o inoculazione di sangue o emoderivati infetti. 
La trasmissione ematica avviene tramite contatto di sangue fra un individuo infetto e uno sano. Il contatto può essere diretto, oppure veicolato da agenti esterni. Un esempio sono le zanzare. Un altro caso, classico, è quello di strumenti usati dall'uomo, condivisi tra più persone o non adeguatamente sterilizzati prima dell'uso; ad esempio, strumenti (in particolare rasoi) per la rasatura; in ambito medico, si tratta spesso di aghi o strumenti per iniezioni o trasfusioni di sangue.
La via parenterale inapparente si realizza attraverso varie modalità, di cui le più frequenti sono:
- penetrazione del virus attraverso microlesioni della mucosa oro-faringea;
- uso promiscuo di articoli da toilette (spazzolini da denti, forbici da unghie, spazzole da bagno);
- contatto sessuale o intimo contatto personale;
- graffi, morsi;
- insetti ematofagi;

È comunque difficile descrivere o elencare tutte le numerose e differenti modalità esistenti, come ad esempio lesioni da malattie cutanee (psoriasi, etc.), taglietto invisibile sulla cute, contatti tra atleti durante manifestazioni agonistiche, etc. 
La via parenterale inapparente fu descritta la prima volta nel 1975  e fu confermata sperimentalmente nel 1977 dai Centers for Disease Control and Prevention (CDC) Atlanta – USA. Attualmente la via parenterale inapparente è considerata la più frequente via di trasmissione soprattutto dei virus dell'epatite B e dell'epatite C. Da notare che talvolta per l'epatite C si impiega anche il termine di malattia “acquisita in comunità” (community acquired), ma la penetrazione del virus implica sempre un meccanismo “parenterale inapparente” (CDC).